# Чизмасти макаки
Чизмасти макаки (Macaca ochreata) је врста примата из породице мајмуна Старог света (Cercopithecidae). 

## Распрострањење
Индонежанско острво Сулавеси, то јест његово југоисточно полуострво и оближња острвца Бутунг и Муна, једино су познато природно станиште врсте.

## Станиште
Станиште чизмастог макакија су шуме.

## Угроженост
Ова врста се сматра рањивом у погледу угрожености врсте од изумирања.

### Популациони тренд
Популација ове врсте се смањује, судећи по расположивим подацима.